# Kaiyō Maru (tàu chiến Nhật)
Kaiyō Maru (開陽丸 ( (Khai Dương Hoàn))) là một trong những tàu chiến hiện đại đầu tiên của Nhật Bản, một tàu khu trục nhỏ chạy bằng buồm và động cơ hơi nước. Tàu được đóng ở Hà Lan, và phục vụ trong Chiến tranh Boshin, tàu là một phần của hải quân Mạc phủ Tokugawa, và sau đó thuộc hải quân Cộng hòa Ezo. Tàu bị đắm vào ngày 15 tháng 11 năm 1868, ngoài khơi Esashi, Hokkaido, Nhật Bản.

## Thiết kế và đóng tàu

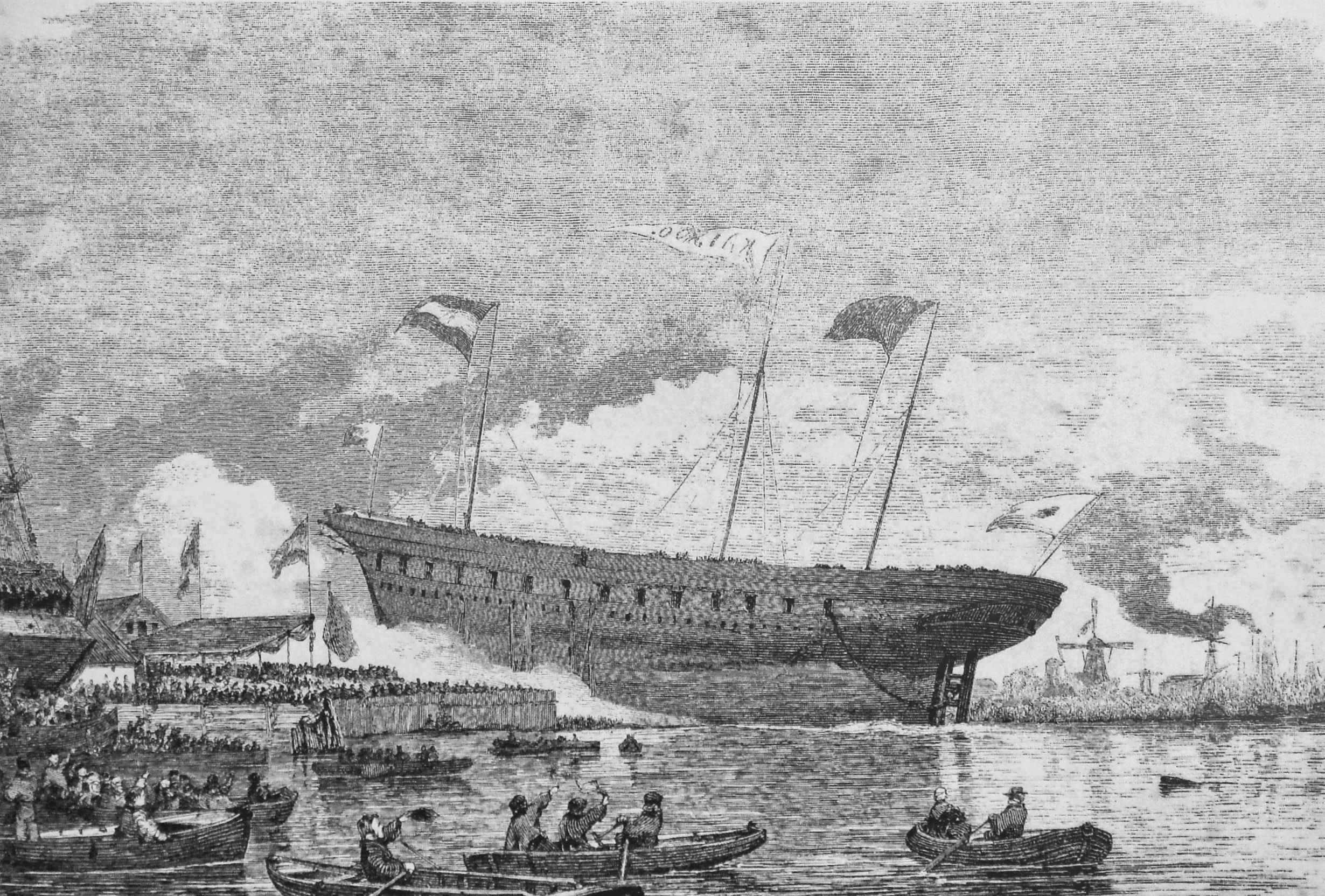
Ra mắt Kaiyō Maru tại Dordrecht vào năm 1865

Kaiyō Maru được đặt hàng vào năm 1863, và được xây dựng bởi Cornelis Gips và Sons, tại Dordrecht, Hà Lan, với giá 831.200 guilder. Đóng tàu được giám sát bởi quân đội Nhật Bản dưới thời Uchida Masao và Akamatsu Noriyoshi. Tàu được ra mắt vào tháng 10 năm 1866, và đến Nhật Bản vào tháng 11 cùng năm. Đây là tàu chiến gỗ lớn nhất từng được đóng bởi một nhà máy đóng tàu của Hà Lan vào thời điểm đó. Tàu dài 240 feet (73 m).

## Lịch sử hoạt động

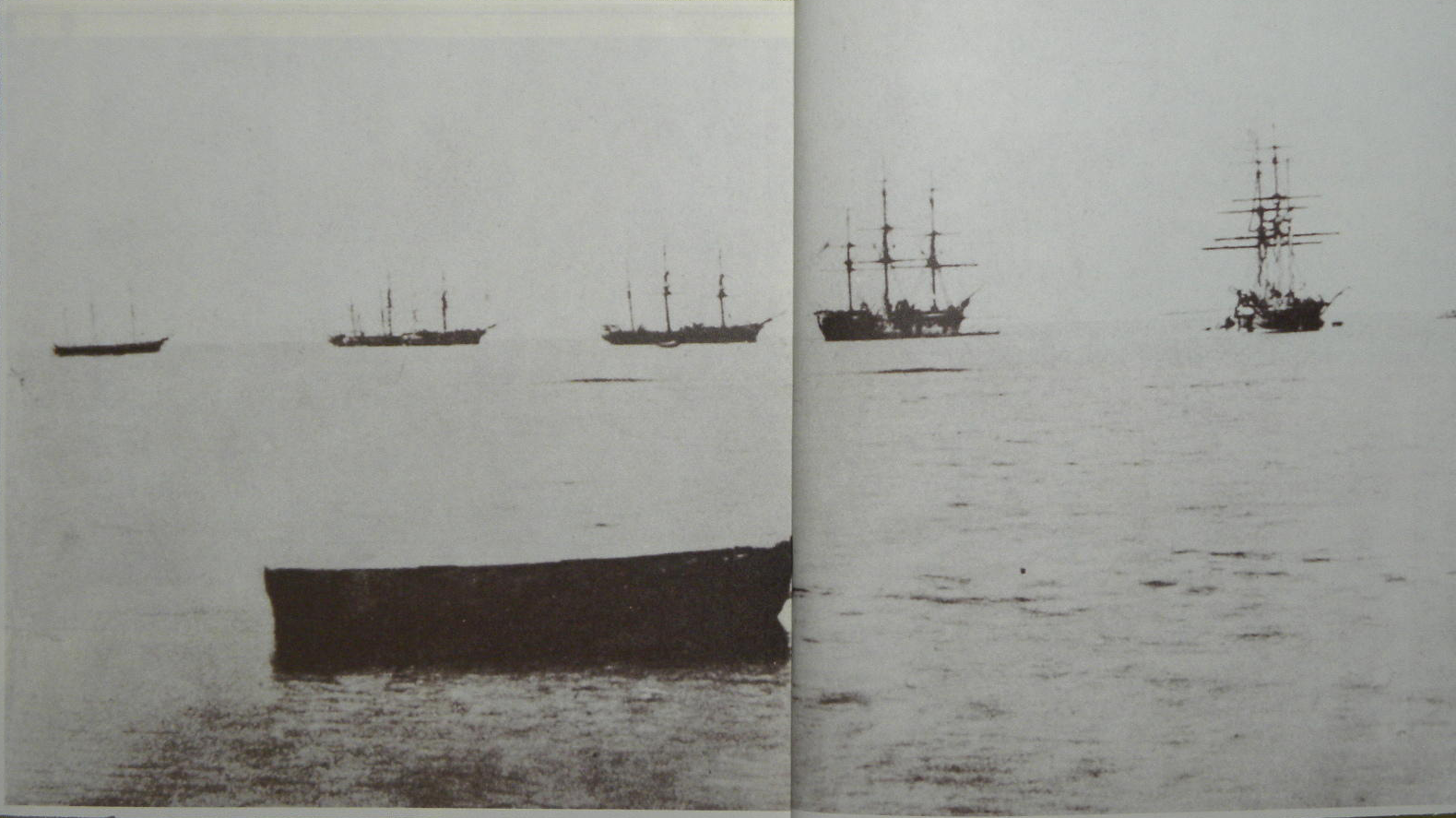
Một phần của hạm đội Enomoto Takeaki ngoài khơi Shinagawa vào năm 1868. Kaiyō Maru thứ hai từ phải sang.

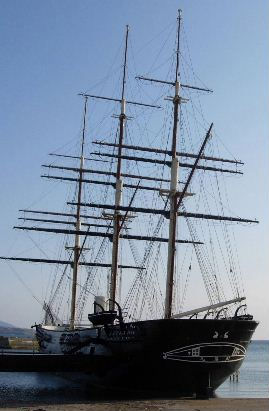
Bản sao của Kaiyō Maru tại Esashi

Vào tháng 1 năm 1868, Kaiyō Maru đã tham gia vào trận hải chiến Awa ngoài khơi đảo Awaji, nơi nó cùng các tàu khác là Banryū Maru và Hazuru Maru chiến đấu chống lại các tàu đối phương của Phiên Satsuma là Kasuga Maru, Hōō Maru và Heiun Maru. Trong trận chiến, Hōō Maru bị đánh chìm.
Vào cuối tháng 1 năm 1868, Kaiyō Maru, Kanrin Maru, Hōō Maru và năm chiếc tàu hiện đại khác đã chạy trốn tới Hokkaido, dưới sự chỉ huy của Đô đốc Enomoto Takeaki. Tàu mang theo một số cố vấn quân sự Pháp, và nhà lãnh đạo của họ, Jules Brunet. Khi ở Hokkaido, tàu trở thành một phần của hải quân Cộng hòa Ezo (nhà nước tồn tại trong thời gian ngắn, được thành lập bởi Enomoto Takeaki). Kaiyō Maru trở thành soái hạm của hải quân Cộng hòa Ezo, nhưng nó sớm bị đánh đắm ở Esashi, Hokkaido, Nhật Bản, trong một cơn bão vào ngày 15 tháng 11 năm 1868.

## Trục vớt
Súng và khung tàu của Kaiyo Maru đã được phát hiện ở đáy biển vào 14 tháng 8 năm 1968 bởi tàu ngầm Yomiuri-go (読売号). Nhưng khó khăn tài chính dự án đã ngăn chặn việc trục vớt vào thời điểm đó, tuy nhiên một số vật phẩm đã được trục vớt vào năm 1969. Cuộc lặn được tiến hành vào tháng 8 năm 1974 đã xác nhận rằng cần phải trục vớt phần còn lại. Cuộc khai quật toàn bộ xác tàu từ độ sâu 15 m (49 ft) bắt đầu vào tháng 6 năm 1975. Việc trục vớt các phần của xác tàu trong vùng biển mở được hoàn thành trong bảy năm. Các phần của xác tàu nằm gần bờ thì việc trục vớt bị chậm lại do tầm nhìn kém. Chi phí cho việc trục vớt tổng cộng hơn 3 triệu yên vào năm 1985. Quá trình khử muối các cổ vật được phục hồi bắt đầu khi trục vớt. Một bản sao của Kaiyō Maru được đóng vào năm 1990. Hiện nó đang được trưng bày tại bến cảng ở Esashi và đã trở thành một điểm thu hút khách du lịch cho thấy hình ảnh của con tàu nguyên bản.

### Sách
- Black, John Reddie (1881). Young Japan: Yokohama and Yedo. Trubner & Company. ISBN 9781354805008.
- Blussé, Leonard; Remmelink, Willem; Smits, Ivo (2000). Bridging the Divide: 400 Years, the Netherlands–Japan. Leiden: Hotei Publishing. ISBN 978-9074822244.
- Catharinus, Johannes Lijdius; Meerdervoort, Pompe van; Pino, E.; Bowers, John Z. (1970). Doctor on Desima: Selected Chapters from J.L.C. Pompe van Meerdervoort's Vijf Jaren in Japan [Five Years in Japan] (ấn bản thứ 41). Sophia University. tr. 62. OCLC 1287231.
- Fogel, Joshua; Reischauer, Edwin O.; Rapoport, Mitchell (1979). Japan '79: A New York Times Survey. New York: Arno Press. ISBN 9780405117534.
- Irish, Ann B. (2009). Hokkaido: A History of Ethnic Transition and Development on Japan's Northern Island. Jefferson, N.C.: McFarland & Co. ISBN 9780786454655.
- Keene, Donald (2010). Emperor of Japan Meiji and His World, 1852–1912. New York: Columbia University Press. ISBN 9780231518116.
- Morris, J. (1906). Makers of Japan. Methuen & Company. ISBN 9781290943482.
- Marr, John C. (1970). The Kuroshio: A Symposium on the Japan Current. Honolulu: East-West Center Press. ISBN 9780824800901.
- Otterspeer, Willem (1989). Leiden Oriental Connections 1850–1940. Leiden: Brill. ISBN 978-90-04-09022-4.
- Torimoto, Ikuko (2016). Okina Kyuin and the Politics of Early Japanese Immigration to the United States, 1868–1924. McFarland. ISBN 9781476627342.

### Tạp chí
- Araki, S (1985). "Ruins on the ocean floor (Salvaging the Kaiyo Maru)". In: Mitchell, CT (ed). Diving for Science...1985. Bản gốc lưu trữ ngày 6 tháng 3 năm 2016. Truy cập ngày 5 tháng 4 năm 2012.